# Glibovac
Glibovac (en serbe cyrillique : Глибовац) est une localité de Serbie située dans la municipalité de Smederevska Palanka, district de Podunavlje. Au recensement de 2011, elle comptait 2 096 habitants.
Glibovac est officiellement classé parmi les villages de Serbie.

## Géographie
Glibovac est situé à côté de Smederevska Palanka, à environ 4 km du centre ville, sur une voie de chemin de fer qui mène, au nord, vers Belgrade et Smederevo. Le village est divisé en deux parties : Donji Glibovac et Gornji Glibovac. Il est parfois appelé Selevac, nom que porte la micro-région située dans l'angle que constituent les rivières Mali Lug et Kubršnica.

## Histoire
Sur le territoire de l'actuel village, les archéologues ont mis au jour les vestiges d'une ancienne localité romaine. Dans un champ près du hameau de Bubanj ont été retrouvées 375 pièces de monnaie datant des règnes de Septime Sévère (193-211) et de Volusien (251-253). 
Même si quelques découvertes attestent l'existence d'un village à l'époque médiévale, la première mention de Glibovac sous son nom actuel date de 1784. L'une des personnalités les plus importantes du village fut alors Stanoje Stamatović, connu sous le nom de Stanoje Glavaš (1763-1815), un haïdouk qui fut un des héros du premier et du second soulèvement serbe contre les Ottomans ; il fut tué par les Turcs en 1815 au village de Baničina, près de Glibovac.
La première école primaire du village ouvrit ses portes en 1891. De nombreuses personnalités suivirent des cours dans cette école, comme Panta Majstorović, Gliša Jovanović, Hristina Joksimović, Katarina Nikolić, Zorka Bajić, Ivan Nikolić, Natalija Karamarković, Milutin Mihailović et Vukosava Nikolić.

## Démographie

### Évolution historique de la population
| 1948  | 1953  | 1961  | 1971  | 1981  | 1991  | 2002  | 2011  |
| ----- | ----- | ----- | ----- | ----- | ----- | ----- | ----- |
| 2 262 | 2 352 | 2 426 | 2 418 | 2 464 | 2 405 | 2 269 | 2 096 |

|  |

## Culture
Depuis 2005. au début du mois d'août, Glibovac organise un événement connu sous le nom de Dani Stanoja Glavaša, les « Jours de Stanoje Glavaš ». Cette manifestation culturelle comprend également des compétitions sportives.